# Спорыхин, Анатолий Николаевич
Анатолий Николаевич Спорыхин (р. 29 сентября 1939) — российский геомеханик, доктор физико-математических наук, профессор, Заслуженный деятель науки РФ (2000).

## Биография
Родился 29.09.1939.
Окончил математико-механический факультет Воронежского университета (1963). Работал и работает там же, с 1988 по 2013 год зав. кафедрой теоретической и прикладной механики (позднее называлась кафедрой механики и компьютерного моделирования).
В 1969 г. защитил кандидатскую, в 1985 г. — докторскую диссертации:
- Некоторые вопросы устойчивости деформирования сложных сред : диссертация … кандидата физико-математических наук : 01.00.00. — Воронеж, 1969. — 127 с. : ил.
- Теория и задачи устойчивости деформирования сложных сред : диссертация … доктора физико-математических наук : 01.02.04. — Воронеж, 1982. — 326 c. : ил.

В 1987 г. присвоено учёное звание профессора.
Член РНКТПМ (избр. в 2006 г.)
Читал курсы: Концепции современного естествознания, Механика сплошной среды, Основные модели неупругой сплошной среды, Приближенные методы в механике, Прикладные модели в механике, Устойчивость деформируемых систем, Современные проблемы механики, вёл спецсеминар по механике деформируемого твердого тела.

## Научные достижения
- развитие трехмерной теории устойчивости упруго-пластических тел с усложненной структурой при малых и конечных деформациях;
- разработка теории устойчивости деформирования нелинейных сред при конечных возмущениях;
- развитие смешанного подхода в механике нелинейных сред;
- разработка методов математического описания процессов теплопереноса при пожаре в помещении и решение задач о трехмерных телах.

Подготовил 6 докторов и 18 кандидатов наук.
Автор научных работ в области механики деформируемого твёрдого тела, моделей сред, устойчивости, прочности, задач геомеханики, методов расчёта упругопластических тел и систем с усложнённой структурой, малых и конечных деформаций.

## Сочинения
- Метод возмущений в задачах устойчивости сложных сред / А. Н. Спорыхин; Воронеж. гос. ун-т. — Воронеж : ВГУ, 1997. — 359 с.; ISBN 5-85813-106-9
- Устойчивость равновесия пространственных тел и задачи механики горных пород / А. Н. Спорыхин, А. И. Шашкин. — М. : Физматлит, 2004. — 231 с.
- Комбинированный подход Эйлера-Лагранжа в механике сплошной среды / А. Н. Спорыхин, Н. А. Новиков. — Воронеж : Изд-во Воронеж. ун-та, 1991. — 118 с.; ISBN 5-7455-0245-2 :
- Неконсервативные задачи трехмерной теории неупругой устойчивости в геомеханике : монография / А. Н. Спорыхин; — Воронеж : Изд. дом ВГУ, 2015. — 369 с.; ISBN 978-5-9273-2251-0 :
- Метод возмущений в задачах устойчивости подкрепленных горных выработок : монография / А. Н. Спорыхин, Д. В. Гоцев; «Воронежский гос. ун-т». — Воронеж : Изд.-полиграф. центр Воронежского гос. ун-та, 2010. — 298 с.; ISBN 978-5-9273-1639-7